# Эверния
Эве́рния (лат. Evernia) — род лишайников семейства Пармелиевые.

## Синонимы
- Everniomyces Cif. et Tomas., 1953
- Hologymnia Nyl., 1900

## Описание
Слоевище кустистое, в виде повисающих или торчащих кустиков прикреплённое к субстрату с помощью псевдогомфа, изредка не прикреплённое к субстрату, свободно лежащее на поверхности почвы. Лопасти плоские или угловато-радиальные до почти округлых, дорсивентральные. Слоевище гетеромерное, покрытое со всех сторон хорошо развитым коровым слоем. Сердцевина однородная, образована рыхло переплетёнными гифами, иногда местами компактная, с продольно сближенными гифами. Слоевище обычно стерильное, нередко с соредиями или изидиями. Апотеции развиваются довольно редко, леканоровые, блюдцевидной формы, с плоским или слегка вогнутым, обычно коричневым диском, окружённым тонким слоевищным краем.  Сумки 8-споровые. Споры одноклеточные, бесцветные. Пикнидии расположены по краям лопастей или на возвышенных частях их поверхности.
Фотобионт — водоросли рода Trebouxia.

### Химический состав
В коровом слое присутствуют вторичные метаболиты — атранорин, хлоратранорин и усниновая кислота; в сердцевине — диварикатовая или эверновая кислоты.

## Виды
- Evernia divaricata (L.) Ach., 1810 — Эверния растопыренная
- Evernia illyrica (Zahlbr.) Zahlbr.
- Evernia mesomorpha Nyl., 1861 — Эверния мезоморфная
- Evernia prunastri (L.) Ach., 1810 — Эверния сливовая